# Shinobi.ru
Сайт любителей аниме (Информационно-развлекательный аниме-портал) — русскоязычный веб-сайт, посвящённый аниме-культуре. С 2007 года играет значительную роль в развитии аниме-культуры в России. Именно в 2007 году в печати появилось первое упоминание о сайте — крупнейший европейский журнал о компьютерах ComputerBild опубликовал обзор в котором поставил «Сайту любителей аниме» оценку «Хорошо». В дальнейшем время от времени другие издания также публиковали информацию о сайте, но вторая важная публикация состоялась в самом большом российском журнале об аниме — Аниме Гид.

## Аудитория
С момента создания shinobi.ru его аудитория значительно возросла и сейчас составляет ~1,500 посетителей в день (~45,000 в месяц). Средний возраст для чата — от 13 до 18 лет. Средний возраст для портала и форума — от 16 до 30 лет. Доля Москвы и Московской области в запросах — 30 %, Санкт-Петербурга и Ленинградская области — 17 %, Свердловской области — 3 %. Другие области России делят между собой 40 % и наконец оставшиеся 10 % запросов приходятся из ближнего зарубежья, прежде всего это Украина, Казахстан и некоторые другие страны СНГ.

## Структура и контент
Сайт любителей аниме делится на 3 основных сервиса — портал, форум и чат.
1. Портал в свою очередь делится на разделы «Аниме-новости», «Музыка», «Приколы», «О Японии», «Игры», «Картинки», «Обои», «Хентай», «Флешки», «Видео», «Статьи», «Рецензии» и «Ссылки».
2. Форум делится на две части — для тематического общения на тему аниме и японской культуры, и на общение на любые темы.
3. Чат представляет собой стилизированный под додзё чат состоящий из трёх комнат — «Гостиной», «Для двоих» и «Оружейной». В чате играет Японское радио и доступна возможность вставлять картинки прямо в разговор.

## Замечания и сноски
1. 1 2  Страница 63 // Журнал «ComputerBild» №05 от 2007-года.
2. ↑  Обложка // Журнал «ComputerBild».
3. ↑  Журнал "YES" Мартовский номер 2009 г., Звёздный бульвар №3 (128) от 2008г : журнал.
4. ↑  Страница 126 // Журнал «АнимеГид» №50 от 2008-года.
5. ↑  Статистика сервиса Mail.ru. Дата обращения: 23 марта 2009. Архивировано 28 марта 2012 года.